# American Dream Motorsports
American Dream Motorsports foi uma equipe de corridas automobilísticas formada em 2005 por Eric Zimmerman e William T. Kelsey. Inicialmente, disputava a Indy Lights.
Até 2008, chamava-se Playa del Racing e, na IndyCar, disputava somente as 500 Milhas de Indianápolis. No mesmo ano, pretendia disputar sua primeira temporada completa na Lights, com Al Unser III, filho de Al Unser, Jr., com o patrocínio da Ethos Fuel Reformulator.
Sua estreia na IndyCar foi em 2005, com Jaques Lazier ao volante. Ele terminou a 89ª edição das 500 Milhas em 16° lugar. 90ª edição da corrida, 3 Panoz-Toyota foram inscritos, para Jaques Lazier, Jon Herb e Roger Yasukawa. Dos três, apenas Herb não conseguiu vaga no grid. Para 2007, Phil Giebler, que disputava a temporada da Lights (na época, Indy Pro Series) disputou a corrida, assim como Lazier, que só voltaria para a Indy em 2009. Os dois pilotos abandonaram ao se envolver em acidentes.
Giebler tentou classificar o carro para o grid em 2008, mas acabou batendo e, consequentemente, ficou de fora. A equipe tentou inscrever um Dallara-Honda para Jaques Lazier disputar o GP do Texas, mas a American Dream não constava na lista de inscritos para a prova.
Numa entrevista concedida em julho de 2008, Al Unser, Jr. anunciou a falência da escuderia e que o patrocinador estava adquirindo o espólio da American Dream, que seria vendida mais tarde ao também ex-piloto Bryan Herta.

## Pilotos

### IndyCar
- Jaques Lazier (2005-2007)
- Roger Yasukawa (2006)
- Jon Herb (2006)
- Phil Giebler (2007)

### Indy Lights
- Al Unser III (2007)
- Sean Guthrie (2007)
- Phil Giebler (2007)
- A. J. Russell (2007)